# Communicatio idiomatum
Communicatio idiomatum („Austausch der Eigenschaften“) ist in der christlichen Theologie ein Aspekt der Lehre von den zwei Naturen Christi in einer Person.
Die Zwei-Naturen-Lehre wurde auf dem Konzil von Chalcedon 451 formuliert und besagt, dass Jesus Christus zugleich wahrer Mensch und wahrer Gott ist – „unvermischt“ (ἀσυγχύτως, asynchytos) und „unverwandelt“ (ἀτρέπτως, atreptos), aber auch „ungetrennt“ (ἀδιαιρέτως, adiairetos) und „unzerteilt“ (ἀχωρίστως, achoristos).
Nach der Lehre der Communicatio idiomatum haben beide Naturen Anteil an den Eigenschaften der jeweils anderen Natur. Die Lehre wurde zuerst von Leo dem Großen in seinem Lehrschreiben an das Konzil von Ephesus 449 formuliert, später vor allem von Johannes von Damaskus entwickelt und im Mittelalter u. a. von Thomas von Aquin vertreten.
Ihre größte Bedeutung erlangte sie jedoch in den Abendmahlsstreitigkeiten der Reformationszeit. Martin Luther hielt – im Gegensatz zum Schweizer Reformator Zwingli – an der Auffassung fest, dass Jesus Christus im Heiligen Abendmahl leibhaft gegenwärtig ist (Realpräsenz). Das ist aber nur möglich, wenn auch die menschliche Natur Christi die göttliche Eigenschaft der Allgegenwart hat (s. Ubiquitätslehre). Deshalb war Martin Luther ein engagierter Vertreter der Communicatio idiomatum.
Der Philosoph Johann Georg Hamann (1730–1780) verwendete den Begriff Communicatio idiomatum nicht nur für Christus, sondern für ein von ihm auch andernorts entdecktes Zusammenwirken von Göttlichem und Menschlichem.
Zur Beschreibung der Idiomenkommunikation haben Martin Chemnitz (u. a. in der Konkordienformel) und die orthodox-lutherischen Theologen drei Genera entwickelt:
1. Genus idiomaticum: Die Eigenschaften der menschlichen Natur als auch die Eigenschaften der göttlichen Natur werden der ganzen Person Jesu Christi zugelegt.
2. Genus maiestaticum: Die menschliche Natur Jesu Christi hat real Anteil an den Eigenschaften der göttlichen Natur.
3. Genus apotelesmaticum: Jede der beiden Naturen ist an den besonderen Werken der anderen Natur beteiligt.